# Колкото синапено зърно
„Колкото синапено зърно“ е български игрален филм (драма) от 1980 година на режисьора Сергей Гяуров, по сценарий на Васил Попов. Оператор е Милен Темнялов.

## Актьорски състав
- Вельо Горанов – Доктор Пейчев
- Иван Янчев – Бай Станчо
- Йордан Спиров – Запрян
- Кина Мутафова – Леля Райна
- Димитър Иванов – Миньорът
- Стефан Мавродиев – Шофьорът Петьо
- Тодор Георгиев – Гумената Машама
- Петър Петров – Дядо Стамен
- Антония Драгова – Бременната внучка
- Александър Далов – Поп Петко
- Мария Ганчева – Баба Тана
- Тихомир Златев – Дядо Стефан
- Мая Динева – Първаница
- Стефанос Гулямджис – Закупчикът
- Светослав Иванов – Димитър Ангов
- Юлия Йорданова – Анговица
- Гаврил Цонков – Игнат
- Атанас Янакиев – Първи войник
- Соня Дюлгерова – Ученичката
- Георги Кодов – Майорът
- Янко Здравков – Старшината
- Андраш Кончалиев – Костадинов
- Невена Андонова – Латинка
- Стефан Бобадов – Стоян
- Иван Томов – Черен Кольо
- Йордан Николов – Фурнаджията